# Cooperative Mensch
Die Cooperative Mensch eG (ehemals Spastikerhilfe Berlin eG) ist ein freier Träger der Berliner Behindertenhilfe, welcher als Genossenschaft mit Sitz in Berlin Einrichtungen betreibt, in denen Menschen mit cerebralen Bewegungsstörungen sowie Körper- und Mehrfachbehinderungen betreut werden.

## Geschichte und Aufgaben
Die Spastikerhilfe wurde 1958 durch Eltern, Angehörige und Freunde von Kindern mit komplexen Behinderungen und hohem Unterstützungsbedarf in West-Berlin als eingetragener Verein gegründet, der in der Folgezeit mehrere Wohneinrichtungen und Tagesstätten eröffnete. 1990 erfolgte die Gründung der Spastikerhilfe Berlin eG als Träger aller bestehenden Einrichtungen; 2018 wurde die Genossenschaft umbenannt und fungiert seitdem als Cooperative Mensch eG.
Die Genossenschaft betreibt im Bereich der sozialen Arbeit mehr als 25 Einrichtungen in Berlin mit dem Ziel, Menschen mit Behinderungen eine optimale gesellschaftliche Teilhabe zu ermöglichen; darunter befinden sich unter anderem Wohngemeinschaften, Tagesförderstätten und Kindertagesstätten, in denen über 600 Mitarbeiter tätig sind. Zudem ist sie Mitglied des Deutschen Paritätischen Wohlfahrtsverbands, Landesverband Berlin e.V., sowie des Bundesverbands der Körper- und Mehrfachbehinderten e.V.